# Сенармон, Александр Антуан Юро де
Алекса́ндр-Антуа́н Юро́ де Сенармо́н (фр. Alexandre-Antoine Hureau de Sénarmont; 1769—1810) — французский военный деятель, артиллерист, дивизионный генерал (1806 год), барон (1808 год), участник революционных и наполеоновских войн. Новатор артиллерийской тактики, внесший решающий вклад в победу французов над русской армией в генеральном сражении под Фридландом в 1807 году. Имя генерала выбито на Триумфальной арке в Париже.

## Биография
Родился в семье королевского и республиканского генерала Александра Франсуа  де Сенармона (фр. Alexandre François Hureau de Senarmont; 1732—1805) и его супруги Мари Ле Вейяр (фр. Marie Le Veillard; ок.1740—1798). В 1780 году он поступил в Вандомское военное училище. 1 августа 1784 года был зачислен в артиллерийское и инженерное училище в городе Мец в качестве аспиранта. 1 сентября 1785 года выпустился в звании лейтенанта королевской армии. В 1785 году поступил в 3-й безансонский артиллерийский полк в чине лейтенанта. 1 апреля 1791 года переведён в 7-й полк пешей артиллерии. 2 февраля 1792 года стал капитаном 2-го ранга 5-й роты артиллерийских рабочих. 21 сентября 1792 года стал адъютантом своего отца в армиях Центра и Севера. С 1794 года в Самбро-Маасской армии, принимал участие в осаде Шарлеруа и битве при Флёрюсе в 1794 году. 14 октября 1794 года произведён в командиры эскадрона, и 13 ноября того же года отправлен в Дуэ.

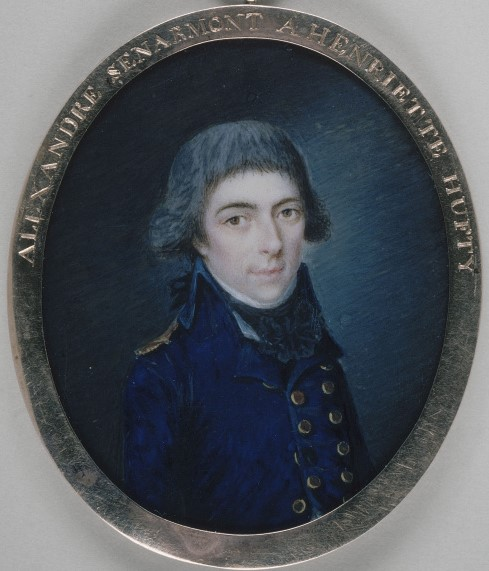
Портрет генерала Сенармона в молодости.

В апреле 1799 года стал начальником штаба артиллерии Рейнской армии. 6 сентября 1799 года произведён в полковники. В мае 1800 года участвовал, вместе со своей артиллерией, в переходе французской армии через перевал Сен-Бернар, бою при Монтебелло и битве при Маренго.
21 января 1802 года возглавил 6-й полк пешей артиллерии в Рене. Служил в Армии Берегов Океана. 8 декабря 1803 года вступил в должность начальника штаба артиллерии Брестского лагеря. 25 июня 1804 года стал начальником штаба резервной артиллерии Армии Берегов Океана. В 1804 году после смотра он был представлен Наполеону, который спросил его: «Ты очень молод?», на что Сенармон ответил: «Сир, я вашего возраста». 3 мая 1805 года стал заместителем начальником штаба артиллерии Армии Берегов Океана.
С 29 августа 1805 года занимал должность заместителя начальника штаба артиллерии Великой Армии. Принимал участие в Австрийской кампании.
22 марта 1806 года он купил по доверенности особняк в Дрё на новой дороге. После его смерти в нём жила его дочь мадам де ла Биготьер, которая продала его в 1826 году.
10 июля 1806 года получил звание бригадного генерала. 15 августа 1806 года занял должность коменданта артиллерийской школы в Меце. 21 ноября 1806 года возглавил артиллерию 7-го армейского корпуса маршала Ожеро Великой Армии. Отличился в битве при Эйлау. После расформирования 7-го корпуса из-за огромных потерь, возглавил 28 февраля артиллерию 1-го корпуса маршала Бернадота.
Генерал Сенармон вошёл в историю, благодаря своим действиям в сражении при Фридланде, самовольно, не слушая прямых приказов Наполеона, развернув против русской армии генерала Беннигсена невиданное доселе артиллерийское наступление. Генерал не расставил свои пушки, как было принято, неподвижной линией вдоль фронта, но, собрав все орудия в одном месте, последовательно вывел из строя разрозненные русские батареи, а затем выдвинув пушки на опасно близкое от русских войск расстояние, открыл ураганный картечный огонь по пехоте, сломавший русский фронт. Отборная пехота русской гвардии под командованием князя Багратиона отступила, неся чудовищные потери. Последовавшее наступление пехоты Нея и Дюпона закончилось тем, что русская армия оказалась сброшена в реку.

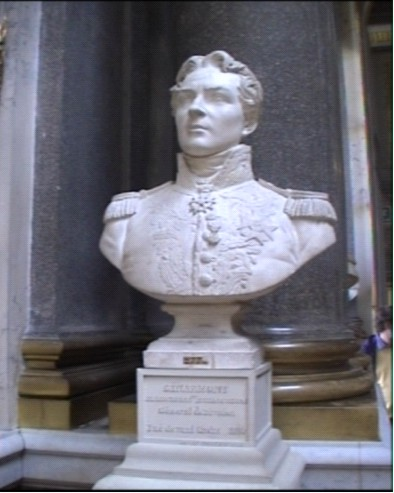
Бюст Сенармона в Военной галерее Версаля. Скульптор Антуан Дантан

Наполеон пожаловал Сенармона титулом барона Империи. В 1808 году, Сенармон вместе с 1-м корпусом был переброшен в Испанию, отличился при Сомосьерре и при Оканье. 7 декабря 1808 года произведён в дивизионные генералы, и 9 марта 1809 года возглавил артиллерию Армии Испании. Руководил осадой Кадиса, последнего оплота испанских войск, в ходе которой был убит. Тело генерала было похоронено в местной церкви, и, после ухода французов, могила была осквернена испанцами.
Наполеон взял на вооружение тактику Сенармона, использовав артиллерийское наступление в 1809 году, в генеральном сражении с австрийцами при Ваграме. Генерал Лористон во главе «Большой батареи», решил судьбу боя с тем же успехом, какой при Фридланде сопутствовал Сенармону.
По приказу Наполеона, сердце генерала Сенармона было захоронено в Пантеоне — усыпальнице великих людей Франции. Имя генерала написано на западной стороне парижской Триумфальной арки. В Версале, в Военной галерее, установлен бюст военачальника, работы скульптора Дантана.
Был женат на Мари Юфти (фр. Marie Joseph Henriette Rosalie Hufty; 1774—1815). У пары родились:
- сын Александр Ипполит (фр. Alexandre Hippolyte Hureau de Sénarmont; 1794—1870), был колониальным плантатором на острове Реюньон, имел много детей;
- дочь Энриэтта (фр. Henriette Hureau de Sénarmont; 1798—1798);
- дочь Энриэтта Дезире (фр. Henriette Désirée Hureau de Sénarmont; 1800—1874)[3].

## Воинские звания
- Лейтенант (1 сентября 1785 года);
- Капитан (2 февраля 1792 года);
- Командир эскадрона (14 октября 1794 года, утверждён в чине 23 ноября 1794 года);
- Полковник (6 сентября 1799 года);
- Бригадный генерал (10 июля 1806 года);
- Дивизионный генерал (7 декабря 1808 года).

## Титулы
- Барон Сенармон и Империи (фр. baron de Sénarmont et de l'Empire; декрет от 19 марта 1808 года, патент подтверждён 2 июля 1808 года в Байонне)[4].

## Награды
Легионер ордена Почётного легиона (11 декабря 1803 года)
 Офицер ордена Почётного легиона (14 июня 1804 года)
 Коммандан ордена Почётного легиона (3 марта 1807 года)